# Giuseppe Iannucci
Giuseppe Iannucci (Cagliari, 20 luglio 1963) è un militare italiano.